# Derive
Derive foi um sistema de álgebra computacional da Texas Instruments. Derive foi implementado em muLISP, também da Texas Instruments. O primeiro lançamento foi em 1988. Ele foi descontinuado em 29 de Junho de 2007 para dar lugar a TI-Nspire. A última versão foi Derive 6.1.
Como Derive necessitava de pouca memória, ele era ideal para uso em computadores pequenos ou obsoletos. Ele estava disponível apenas para os sistemas operacionais Windows e DOS.

## Literatura
- Jerry Glynn, Exploring Math from Algebra to Calculus with Derive, A Mathematical Assistant, Mathware Inc, 1992, ISBN 0-9623629-0-5
- Leon Magiera, General Physics Problem Solving With Cas Derive, Nova Science Pub Inc 2001, ISBN 1-59033-057-9
- Vladimir Dyakonov. Handbook on application system Derive. Moscow (Russia) 1996, Phismatlit, 320 p, ISBN 5-02-015100-9
- Vladimir Dyakonov. Computers algebra systems Derive. Moscow (Russia) 2002, SOLON-R, 320 p, ISBN 5-93455-139-6